# Iocaste (satelit)
Iocaste (/jo'kas.te/), cunoscut și ca Jupiter XXIV, este un satelit natural neregulat, retrograd al lui Jupiter. El a fost descoperit de o echipă de astronomi de la Universitatea din Hawaii condusă de Scott S. Sheppard în 2000 și i-a fost dată denumirea provizorie de S/2000 J 3.
Iocaste îl orbitează pe Jupiter la o distanță medie de 20,723 milioane de kilometri în 640,97 zile, la o înclinație de 147° față de ecliptică (146° față de ecuatorul lui Jupiter) cu o excentricitate de 0,2874.
În octombrie 2002 el a fost denumit în cinstea lui Iocasta, mama, mai apoi soția lui Oedip din mitologia greacă.
Iocaste face parte din Grupul Ananke. Un grup de sateliți neregulați retrograzi cae orbitează în jurul lui Jupiter între 19,3 și 22,7 Gm, la înclinații de aproximativ 150°, despre care se crede că este ceea ce a rămas în unei spargeri a unui asteroid heliocentric capturat.
Satelitul are un diametru de aproximativ 5 km și o culoare aparent gri (indecii de culoare B-V=0.63, R-V=0.36), similiar asteroizilor de tip C.